# Açude Thomás Osterne
O Açude Thomás Osterne ou mais conhecido como Açude Umari é um açude brasileiro no estado do Ceará, tipo barragem de terra homogênea, localizado no município de Crato, que barra as águas do rio Carás, um afluente do rio Salgado, e foi concluído em 1982.
Sua capacidade de amarzenamento de água é de 28.780.000 m³.